# Tjark Bernau
Tjark Bernau (* 8. Februar 1981 in Lingen) ist ein deutscher Schauspieler und Theaterregisseur.

## Leben
Tjark Bernau, aufgewachsen in Bad Reichenhall, begann nach seinem Abitur zunächst das Studium der Physik an der Universität Regensburg. Nach seinem Vordiplom absolvierte er eine Schauspielausbildung an der Otto-Falckenberg-Schule München, die er 2008 erfolgreich abschloss.
Bereits während des Schauspielstudiums wirkte Bernau in verschiedenen Produktionen der Otto-Falckenberg-Schule mit, so unter anderem in Das Käthchen von Heilbronn unter der Regie von Anne Lenk und in Der Wolf ist tot unter der Regie von Stefan Otteni.
2008 gastierte er an den Münchner Kammerspielen in Down Understanding. Regie führte Schorsch Kamerun. Außerdem war er 2008 am Theater Augsburg in der Titelrolle in Clavigo unter der Regie von Jan Philipp Gloger zu sehen. Für diese Inszenierung wurde Jan Philipp Gloger mit dem Regiepreis der Bayerischen Theatertage 2008 ausgezeichnet.
Seit der Spielzeit 2008/2009 war Tjark Bernau festes Ensemblemitglied am Theater Augsburg. Neben zahlreichen anderen Rollen war er seitdem als Freder in Krankheit der Jugend, als Mortimer in Arsen und Spitzenhäubchen, als Johannes Vockerat in Gerhart Hauptmanns Einsame Menschen, als Galy Gay in Mann ist Mann und als Franz Moor in Die Räuber zu sehen.
Neben seinen Bühnenrollen spielt Bernau auch in Film- und Fernsehrollen. Außerdem wirkt er bei diversen Hörspielproduktionen mit, zuletzt in Kalteis des Norddeutschen Rundfunks.

## Filmografie (Auswahl)
- 2007: Die sieben Todsünden
- 2008: Ameisen
- 2009: Für immer daheim
- 2011: Im Kreis
- 2011: Die Fugger
- 2019: Club der einsamen Herzen

## Theater

### Otto-Falckenberg-Schule
- 2007: Das Käthchen von Heilbronn, Theobald Friedeborn, Regie: Anne Lenk
- 2007: Der Wolf ist tot, Regie: Stefan Otteni

### Münchner Kammerspiele
- 2008: Down Understanding, Regie: Schorsch Kamerun

### Theater Augsburg
- 2008: Clavigo, Clavigo, Regie: Jan Philipp Gloger
- 2008: Krankheit der Jugend, Freder, Regie: Anne Lenk
- 2008: Arsen und Spitzenhäubchen, Mortimer Brewster, Regie: Markus Trabusch
- 2009: Electronic City, Tom, Regie: Fabian Alder
- 2009: Die Wildente, Hjalmar Ekdal, Regie: Sigrid Herzog
- 2009: Der Prinz von Homburg, Graf Hohenzollern, Regie: Jan Philipp Gloger
- 2010: Einsame Menschen, Johannes Vockerat, Regie: Lili Hannah Hoepner
- 2010: Die Weber, Kerim, Regie: Harry Fuhrmann
- 2011: Mann ist Mann, Galy Gay, Regie: Markus Trabusch
- 2011: Familien Unternehmer Geister, Jannis, Regie: Ramin Anaraki
- 2011: Der zerbrochne Krug, Gerichtsrat Walter, Regie: Markus Trabusch
- 2012: Die Räuber, Franz Moor, Regie: Fabian Alder
- 2012: Israel, mon amour, Ulysses, Regie: Markus Trabusch
- 2012: Leonce und Lena, Leonce, Regie: Jan Philipp Gloger
- 2013: Im Dickicht der Städte, George Garga, Regie: Ofira Henig
- 2013–2015: Tschick, Tschick, Regie: Fabian Alder
- 2013–2015: Der Brandner Kaspar und das ewig’ Leben, Boanlkramer, Regie: Markus Trabusch
- 2014: Operation Big Week, UA, Regie: Hans-Werner Kroesinger
- 2014: Hamlet, Hamlet, Regie: Markus Trabusch
- 2014–2015: Michael Kohlhaas, Regie: Ramin Anaraki
- 2015: Kleiner Mann – was nun?, Pinneberg, Regie: Anne Lenk
- 2015–2016: Die lächerliche Finsternis, Regie: Michael von zur Mühlen
- 2016: Ein Sommernachtstraum, Regie: Christoph Mehler

### Staatstheater Wiesbaden
- 2015: Leonce und Lena, Leonce, Regie: Jan Philipp Gloger, Übernahme der Inszenierung, Gastspiele

### Mainfranken Theater Würzburg
- 2017/18: Magnolienzeit (Regie)